# Las paredes oyen
Las paredes oyen es una de las tantas obras clave en la producción literaria de Juan Ruiz de Alarcón. Es una pieza de teatro que fue representada por primera vez en 1617; y fue elegida para representación palaciega en 1627, y otra vez en 1636. Considerada como uno de los modelos de comedia de enredo del Siglo de Oro, fue publicada en 1628 en la Parte primera de las comedias alarconianas. En 1882 se encontró un manuscrito, tal vez autógrafo, en la biblioteca del Duque de Osuna.

## Análisis
El argumento, original de Alarcón, se basa en la pretensión que hace a doña Ana de Contreras el discreto y devoto don Juan Mendoza, a quien la crítica considera reflejo del alter ego del dramaturgo.
 Este arquetipo romántico pertenece a don Juan: un hombre tenaz y contrahecho que siente por doña Ana un amor puro, hondo, con raíces bien plantadas, que enfrenta la retórica y galanura de don Mendo, a quien solo mueve la pasión. Willard S. King explica que, en Las paredes oyen, la educación jurídica de Ruiz de Alarcón influye en la creación de la trama cuya gracia consiste en «la sutil pero sólida cadena de pruebas que se va formando y que, por la vía racional, lleva a un desenlace muy humano y eminentemente satisfactorio». Por otra parte, las imágenes astrológicas también son de suma importancia (recordemos que muchas de las comedias de Alarcón tratan de magia y astrología). Al jactarse Mendo de todas sus intrigas amorosas, crea en un verdadero catálogo de amores. Esta mendaz figura explica sus triunfos amorosos en términos astrológicos. Aunque utiliza la conjunción de Marte y Venus en el signo del León para ensalzarse a sí mismo, la obra muestra como en la astrología esta figura celestial también tiene connotaciones maléficas. Es así que al encontrarse a medianoche con doña Ana, Mendo trata de forzarla. Se desenmascara a Mendo como Marte lascivo, llevado por aspectos astrológicos a la maledicencia y la violencia sexual. Al final de la obra, doña Ana acepta al feo Vulcano/don Juan como esposo.
Como ya se ha dicho, la obra de Alarcón es en esencia un trabajo de personajes en el que descuella la visión del amor que tiene el dramaturgo. El más destacado es don Juan, dueño de virtudes que Alarcón creía poseer. Aquí es cuando se refuerzan los rasgos autobiográficos de Las paredes oyen: don Juan triunfa sobre su rival por su amor apasionado hacia doña Ana.
Alarcón logra un magnífico equilibrio entre la ironía y la comedia de enredo, aunque no carece de tensión dramática pues todos los secretos importantes de la trama se revelan al final. Castro Leal percibe en ello una muestra de la madurez literaria del dramaturgo novohispano.
El desenlace de Las paredes oyen es generalmente interpretado por la crítica como un castigo o ejemplo didáctico, aunque más bien funciona como una represión o censura. Hay una intención moralizante, aunque su propósito no es castigar sino informar con autoridad de que se ha obrado mal.

## Menciones
La obra es citada en la leyenda Predestinación de Ricardo Palma, integrada en Tradiciones peruanas: "Sus compañeros de mesa pretendían, con su aturdimiento, sacarlo de su distracción; y las mujeres lo miraban desvergonzadamente y con ojos de codicia, porque al cabo era un buen mozo que, a mayor abundamiento, acababa de ser aplaudido con frenesí, debutando en las Paredes oyen del correcto Ruiz de Alarcón".